# Weideninsel
Die Weideninsel ist eine Insel in der Isar in München, die im Zuge der Renaturierung (Isar-Plan) des Flusslaufes zwischen Wittelsbacherbrücke und Reichenbachbrücke bei Flusskilometer 149 rechts (südöstlich) des Talwegs neu entstand. Die Bauarbeiten in diesem Abschnitt mit der Anlage eines neuen Seitenarms der Isar fanden zwischen 2009 und 2011 statt. Bei der Anlage der Insel orientierte man sich an einer Gruppe von acht ausgewachsenen Weiden, deren Kronen die Oberfläche weitgehend überdecken und die für die Insel namensgebend waren. Die Weideninsel ist in der Brutzeit als Rückzugsgebiet für Vögel und Kleintiere vorgesehen und darf mit Ausnahme der Brutzeit im Frühjahr das ganze Jahr über betreten werden.
Die Insel liegt im Stadtteil Au bzw. im Stadtbezirksteil Untere Au des Stadtbezirks Au-Haidhausen, hart an der im Talweg der Isar verlaufenden Grenze zum Stadtbezirk Ludwigsvorstadt-Isarvorstadt, Bezirksteil Glockenbachviertel. Sie gehört zur Gemarkung München, S. 7 (Untergiesing). Die Grenze zur benachbarten Gemarkung München, S. 6 (Sendling, Isarvorstadt) verläuft am linken (nordwestlichen) Flussufer. Am rechten Ufer liegen hier die Frühlingsanlagen mit der Münchner Stadtgärtnerei.
Die Weideninsel ist in Flussrichtung 66 Meter lang und hat eine maximale Breite von 27 Metern. Die Fläche ist auf rund 0,15 Hektar oder 1.500 Quadratmeter zu taxieren.
Als eines von mehr als 120 Projekten für zu realisierende Querungen (Brücken und Unterführungen) wurde über Jahre der Klenzesteg diskutiert, der als Fußgänger-Steg in der Nähe der Weideninsel mit einer Spannweite von etwa 150 Metern das Glockenbachviertel und den Stadtteil Au verbinden sollte. Eine frühe Planungsvariante sah einen Brückenpfeiler auf der Weideninsel vor, spätere Planungsvarianten hatten keinen direkten Bezug zur Weideninsel mehr, sondern sahen lediglich eine Position auf Höhe der Weideninsel vor. Im Juli 2019 wurde der Klenzesteg aus der Liste der städtischen Bauprojekte komplett herausgenommen.